# Wilson Pires Neves
Wilson Pires Neves (Itambé) é um médico e político brasileiro do estado de Minas Gerais. Wilson Pires fez carreira política na região de Teófilo Otoni. É membro da Academia de Letras de Teófilo Otoni.
Em 1990, Wilson Pires foi eleito deputado estadual para a 12ª Legislatura do parlamento mineiro, pelo então PRN. Em 1994, ficou como suplente de deputado estadual. Assumiu uma cadeira na Assembleia Legislativa com a renúncia do deputado Jairo Ataíde Vieira, que assumiu o cargo de prefeito de Montes Claros.